# Rivière Denain
Rivière Denain är ett vattendrag i Kanada.   Det ligger i provinsen Québec, i den sydöstra delen av landet, 280 km norr om huvudstaden Ottawa. Rivière Denain ligger vid sjön Lac Calendes.
I omgivningarna runt Rivière Denain växer i huvudsak blandskog. Trakten runt Rivière Denain är nära nog obefolkad, med mindre än två invånare per kvadratkilometer.